# アレイ・ネットワークス
アレイ・ネットワークス（Array Networks）は、2000年に設立されたアメリカ合衆国のロードバランサー、SSL-VPN装置の製造企業である。本社をカリフォルニア州ミルピタスに置く。
日本法人であるアレイ・ネットワークス株式会社（2001年設立）は、100％米国本社出資の子会社で、本社を神奈川県川崎市川崎区に置く。日本法人の代表取締役は岡本恭一が務める。

## 事業所
- 本社 - 神奈川県川崎市川崎区宮本町6-12　GS川崎ビル4F
  - 旧本社所在地（2014年10月まで）- 神奈川県横浜市中区山下町80-3　横浜ディアタワー 1015

## 製品
Array AVX - 仮想基盤装置
同社が2015年に発表したマルチテナント型アプライアンス。
同社純正製品以外の仮想マシンも動作可能なため、現在は「ネットワークファンクションプラットフォーム」との呼称で、ネットワーク仮想化専用の仮想基盤として紹介されている。
なお、同社は2017年5月から「ネットワークファンクションプラットフォーム・カンパニー」を標榜している。
Array AG - SSL-VPN装置
製品モデルは2018年8月現在、下記6つのモデルを用意している。また同一のOSによる仮想アプライアンス「vxAG」も提供されている。
- AG1000　エントリ～小規模ユーザ向けモデル
- AG1100　中小規模ユーザー向けモデル
- AG1150　中規模ユーザー向けモデル
- AG1200　中規模ユーザ～事業者向けモデル
- AG1500　大規模ユーザ～事業者向けモデル
- AG1600　超大規模ユーザ～事業者向けモデル

Array APV - ロードバランサー
製品モデルは2018年8月現在、新モデルx800シリーズと従来モデルx600シリーズの2種のラインナップが存在する。また同一のOSによる仮想アプライアンス「vAPV」も提供されている。
APV x800シリーズは、下記5つのモデルを用意している。
- APV1800　エントリ～中小規模ユーザ向けモデル
- APV2800　中小規模ユーザー向けモデル
- APV5800　中規模ユーザー～事業者向けモデル
- APV7800　大規模ユーザー～事業者向けモデル
- APV9800　大規模ユーザー～事業者向けモデル

APV x600シリーズは、下記5つのモデルを用意している。
- APV1600v5　エントリ～中小規模ユーザ向けモデル
- APV2600v5　中小規模ユーザー向けモデル
- APV3600v5　中規模ユーザー～事業者向けモデル
- APV7600　大規模ユーザー～事業者向けモデル
- APV11600　大規模ユーザー～事業者向けモデル

## 一次代理店
- 株式会社日立システムアンドサービス
- NECネッツエスアイ株式会社
- 株式会社ネットワークバリューコンポネンツ
- エフビットコミュニケーションズ株式会社
- 株式会社ネットケアサービス